# Çamlıhemşin

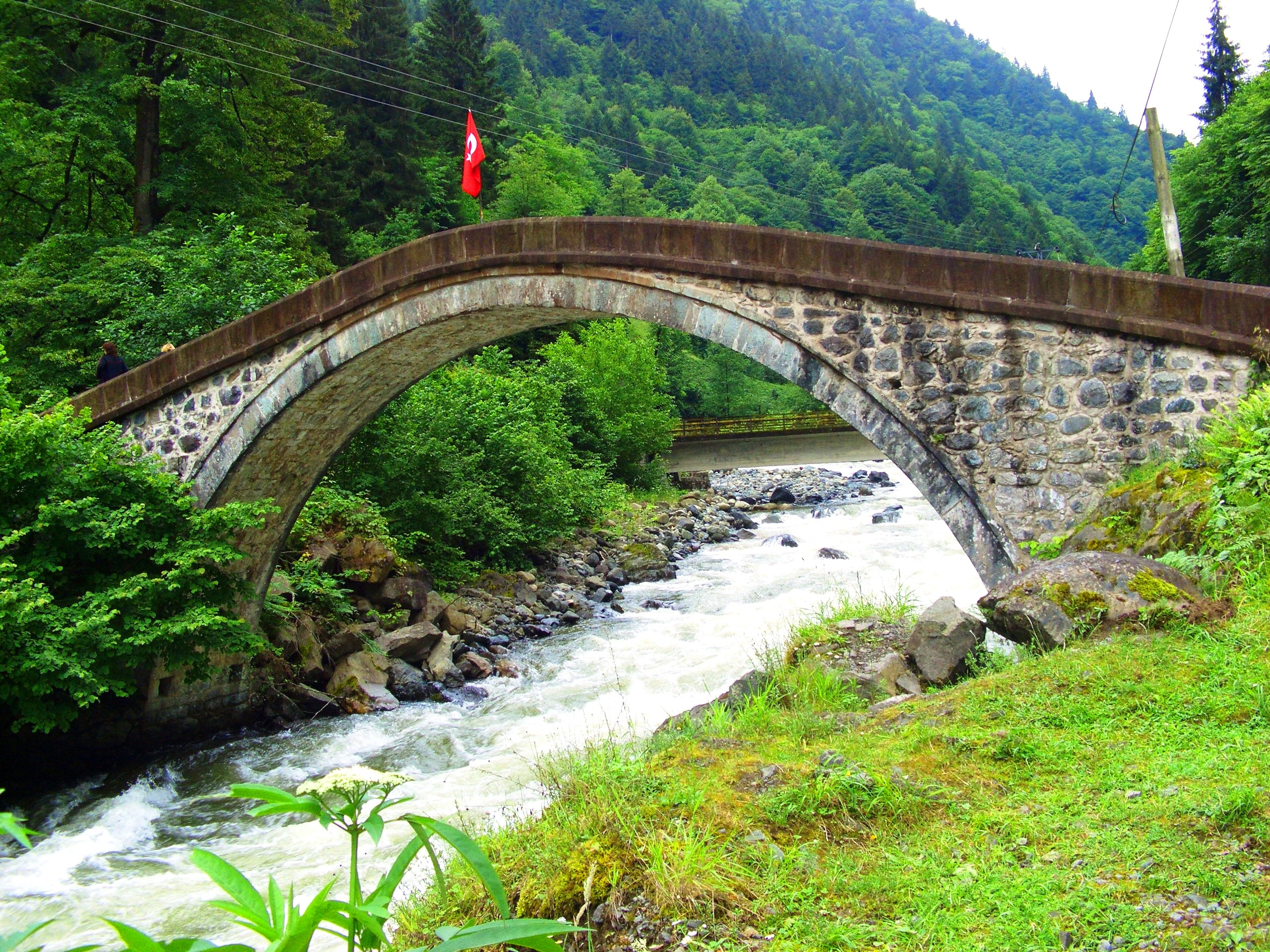
Uma das pontes em arco de pedra sobre Hala Deresi, construída na era do Império Otomano no século XIX

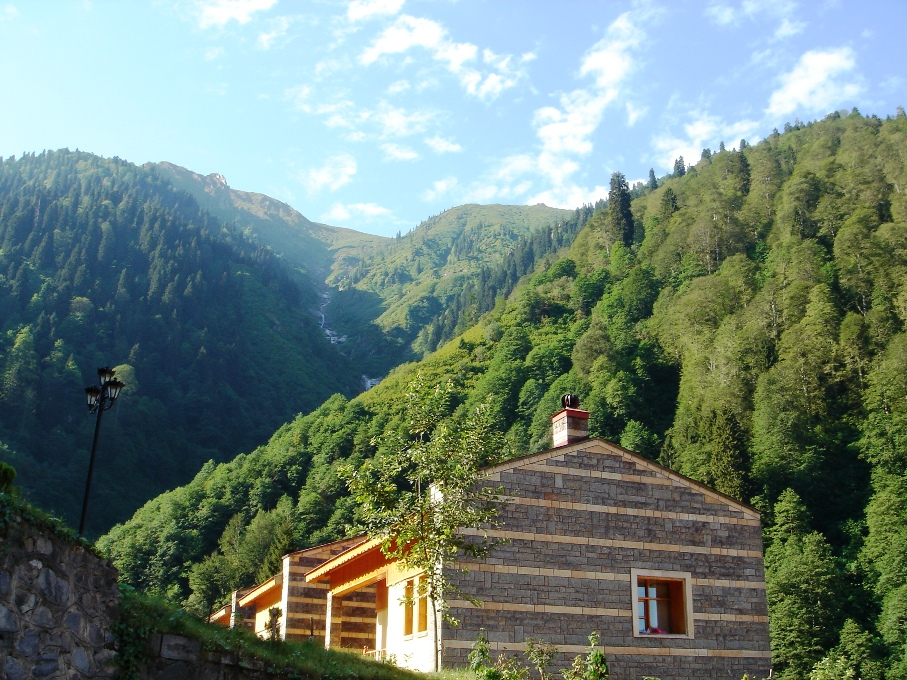
Cabana em Çamlıhemşin

Çamlıhemşin (em laz: ვიჯა Vica ou ვიჯე Vice; em georgiano: ვიჯა Vija) é uma pequena cidade e distrito da província de Rize na região do Mar Negro da Turquia.
Com suas montanhas e vales em todos os tons de verde, Çamlıhemşin tem a reputação de ser uma das partes mais atraentes da região oriental do Mar Negro, especialmente com a folhagem de outono.

## Etimologia
A cidade era originalmente conhecida como Vija ou Vije, com variantes locais Vijealtı, Vijedibi, embora tenha sido oficialmente nomeada como Vicealtı até 1953, quando seu nome foi alterado para Çamlıca pelas autoridades turcas. O nome Vica (ვიჯა) [vidʒa] / Vija (ვიჟა) [viʒa] / Vice (ვიჯე) [vidʒe] é a palavra laz para salmoura, água mineral (salgada), que corresponde à forma *weʒ₁-cartevélica. Seu nome atual foi dado em 1957. Esta é uma combinação dos termos "Çamlı" que em turco significa "floresta de pinheiros" ou "pinheiros" e "Hemşin", que é o nome da população armênia indígena que habita predominantemente a região.

## Clima
Çamlıhemşin tem um clima oceânico (Köppen: Cfb).
| Dados climáticos para Çamlıhemşin | Dados climáticos para Çamlıhemşin | Dados climáticos para Çamlıhemşin | Dados climáticos para Çamlıhemşin | Dados climáticos para Çamlıhemşin | Dados climáticos para Çamlıhemşin | Dados climáticos para Çamlıhemşin | Dados climáticos para Çamlıhemşin | Dados climáticos para Çamlıhemşin | Dados climáticos para Çamlıhemşin | Dados climáticos para Çamlıhemşin | Dados climáticos para Çamlıhemşin | Dados climáticos para Çamlıhemşin | Dados climáticos para Çamlıhemşin |
| Mês                               | Jan                               | Fev                               | Mar                               | Abr                               | Mai                               | Jun                               | Jul                               | Ago                               | Set                               | Out                               | Nov                               | Dez                               | Ano                               |
| --------------------------------- | --------------------------------- | --------------------------------- | --------------------------------- | --------------------------------- | --------------------------------- | --------------------------------- | --------------------------------- | --------------------------------- | --------------------------------- | --------------------------------- | --------------------------------- | --------------------------------- | --------------------------------- |
| Média diária °C (°F)              | 3.8 (38.8)                        | 4.4 (39.9)                        | 6.6 (43.9)                        | 10.8 (51.4)                       | 14.7 (58.5)                       | 18.4 (65.1)                       | 21.2 (70.2)                       | 21.3 (70.3)                       | 18.6 (65.5)                       | 14.1 (57.4)                       | 10.0 (50)                         | 5.9 (42.6)                        | 12.5 (54.5)                       |
| Média precipitação mm (pol.)      | 141 (5.55)                        | 109 (4.29)                        | 94 (3.7)                          | 77 (3.03)                         | 77 (3.03)                         | 109 (4.29)                        | 87 (3.43)                         | 108 (4.25)                        | 138 (5.43)                        | 177 (6.97)                        | 159 (6.26)                        | 164 (6.46)                        | 1 440 (56,69)                     |
| Fonte: Climate-Data.org           |                                   |                                   |                                   |                                   |                                   |                                   |                                   |                                   |                                   |                                   |                                   |                                   |                                   |